# Georg Häfner
Georg Simon Joseph Häfner, né en 1900 à Wurtzbourg, meurt le 20 août 1942 au camp de concentration de Dachau. Il est un prêtre catholique allemand membre du Tiers-Ordre carmélite.
Georg Häfner est béatifié en 2011.

## Biographie
Georg Simon Joseph Häfner est né le 19 octobre 1900 à Wurtzbourg dans une famille modeste. Il est baptisé dans la cathédrale Saint-Kilian de Wurtzbourg. Georg Simon obtient son baccalauréat en 1918 et entre dans la Deutsches Heer comme auxiliaire pendant un an. Après deux ans de théologie, il intègre le Tiers-Ordre des Carmes déchaux. Il est ordonné prêtre le 13 avril 1924 et célèbre sa première Messe au couvent de Himmelspforten. Il devient alors chapelain dans diverses paroisses avant d'être nommé curé en 1934, à Oberschwarzach, en Bavière, faisant communier environ 700 fidèles.
Georg Häfner refuse de faire le salut nazi, ce qui lui vaut les reproches des dignitaires nazis dès son service comme chapelain d'Altglashütten, un village de la Forêt-Noire. En 1938, à Oberschwarzach, on lui interdit d'enseigner à l'école locale et il se retrouve obligé d'assurer secrètement les cours de catéchisme. Ses critiques publiques du Troisième Reich — il aurait qualifié les nazis, entre autres, de « bousiers bruns » — lui valent dénonciations et interpellations auprès de la Gestapo. Il est interdit d'enseignement, mais il brave cette interdiction et poursuit l'enseignement du catéchisme en se cachant dans le clocher de son église.
En août 1941, un membre du NSDAP, gravement malade, lui demande l'extrême-onction. Le père Häfner y consent à la condition que le malade signe une reconnaissance de la nullité devant Dieu de son second mariage, contracté civilement. Le dimanche suivant, ses funérailles chrétiennes sont justifiées par le père Häfner par la lecture en chaire de cette déclaration. Sur dénonciation d'un membre du NSDAP, il est arrêté par la Gestapo et incarcéré à la prison de Wurtzbourg. Malgré l'intervention du vicaire général, Franz Miltenberger (de) (1867-1959), il est envoyé sans jugement, le 12 décembre 1941, au bloc des prêtres du camp de concentration de Dachau (Matricule 28876), où les nazi rassemblent les prêtres résistant à leur idéologie. Il meurt le 20 août 1942 des suites de mauvais traitements et de malnutrition,.

## Sépulture

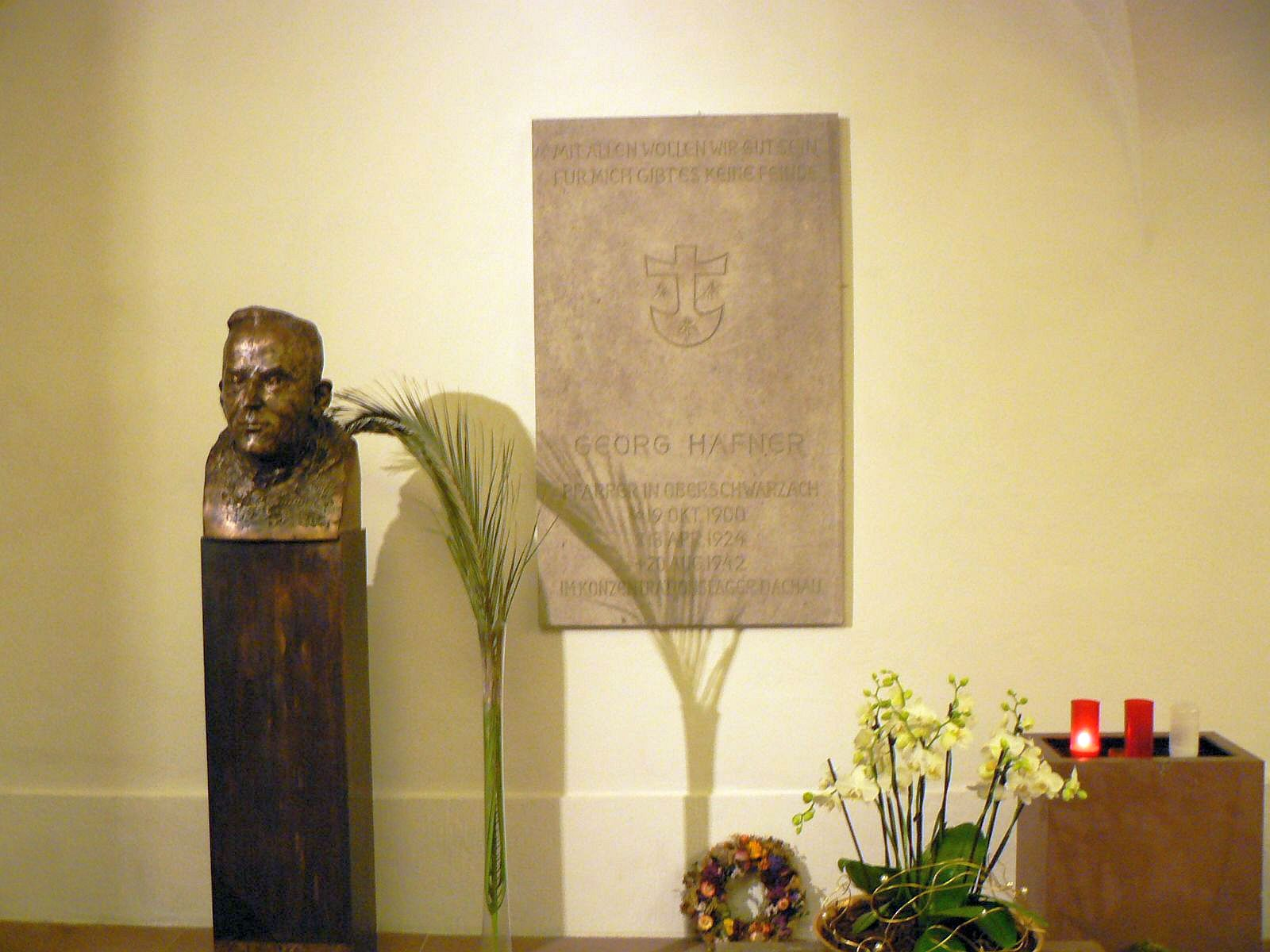
Plaque commémorative de Georg Haefner, victimes du national-socialisme, dans la crypte de Wurtzbourg en 2010.

Incinéré, son urne funéraire est dans un premier temps placée le 18 septembre 1942 au cimetière de Wurtzbourg, dans la partie réservée aux prêtres. Le 9 décembre 1982, l'urne en présence de Mgr Paul-Werner Scheele a été transférée à la crypte de l'église Neumünster.

## Citations
- Avant sa mort il déclare : « Nous ne voulons ni condamner un être humain, ni en vouloir à quiconque, mais nous voulons être bons envers tous ».

## Béatification
Il a été béatifié le 15 mai 2011 lors d'une cérémonie présidée par Friedhelm Hofmann, évêque de Wurtzbourg. Il est considéré par l’Église comme un « martyr de la foi ».